# Lucie Reed
Pour les articles homonymes, voir Reed.
Lucie Reed née Zelenková le 17 juin 1974 à Karl-Marx-Stadt en Allemagne est une triathlète professionnelle tchèque qui représente occasionnellement depuis 2011 l'Afrique du Sud. Elle est multiple vainqueur sur triathlon Ironman ou Ironman 70.3.

## Palmarès
Le tableau présente les résultats les plus significatifs (podium) obtenus sur le circuit international de triathlon depuis 2008,.
| Année | Compétition                 | Pays           | Position           | Temps           | Nationalité sportive |
| ----- | --------------------------- | -------------- | ------------------ | --------------- | -------------------- |
| 2016  | Ironman Suède               | Suède          | Médaille d'argent  | 9 h 21 min 31 s |                      |
| 2014  | 5150 Bela Bela              | Afrique du Sud | Médaille d'or      | 2 h 17 min 52 s |                      |
| 2013  | Challenge Barcelone         | Espagne        | Médaille d'argent  | 8 h 57 min 34 s |                      |
| 2013  | Ironman Copenhague          | Danemark       | Médaille de bronze | 9 h 4 min 8 s   |                      |
| 2013  | Ironman Afrique du Sud      | Afrique du Sud | Médaille de bronze | 9 h 27 min 7 s  |                      |
| 2012  | Ironman 70.3 Sri Lanka      | Sri Lanka      | Médaille d'or      | 4 h 30 min 17 s |                      |
| 2011  | 5150 Afrique du Sud         | Afrique du Sud | Médaille d'or      | 2 h 13 min 2 s  |                      |
| 2011  | Ironman Allemagne           | Allemagne      | Médaille d'argent  | 9 h 13 min 46 s |                      |
| 2011  | Ironman Brésil              | Brésil         | Médaille d'argent  | 9 h 16 min 14 s |                      |
| 2010  | Challenge Barcelone         | Espagne        | Médaille d'or      | 9 h 13 min 47 s |                      |
| 2009  | Ironman 70.3 Afrique du Sud | Afrique du Sud | Médaille d'or      | 4 h 46 min 40 s |                      |
| 2009  | Ironman Afrique du Sud      | Afrique du Sud | Médaille d'or      | 9 h 16 min 32 s |                      |
| 2009  | Ironman Autriche            | Autriche       | Médaille de bronze | 9 h 7 min 24 s  |                      |
| 2008  | Bonn-Triathlon              | Allemagne      | Médaille d'or      | 3 h 10 min 4 s  |                      |
| 2008  | Challenge France            | France         | Médaille d'argent  | 4 h 35 min 10 s |                      |
| 2008  | Ironman Afrique du Sud      | Afrique du Sud | Médaille de bronze | 9 h 34 min 9 s  |                      |